# 我的女人
《我的女人》（韓語：내 여자）是韓國MBC於2008年7月26日起播放的週末特別計劃連續劇，敘述了一個夢想成為造船王的奇男子的愛情和其所經歷的挫折的故事。

## 演員陣容

### 主要人物
- 高周元 飾演 金玄民

只知造船的東振造船公司船舶設計師。現在東振集團的東振造船設計研究所工作。
作為未來船舶研究組的核心成員，深受公司的信賴和厚望。尤其受到張會長的信任，充滿誠實而有正義感的人性美。他對船舶的雄心不僅局限在開發商用船舶上，還立志於開發軍艦，從而設計出潛水艇、驅逐艦和航空母艦。
- 朴帥眉 飾演 尹世羅

東振集團總公司企劃室負責造船行業的職員。
如天使般善良而美麗。美貌出眾，才華橫溢，精通英語、漢語和日語。對於貧窮有一種病態般強烈的自卑，一心想憑自己的力量步入上流社會，為提高身份而不遺餘力地付出努力。出眾外語才華就是她專注努力的結果，現在也在埋頭學習阿拉伯語和俄語。深愛金玄民，與他許下婚約。
- 朴正哲 飾演 張泰星

東振集團老闆的長子和繼承人。
他的野心是讓位於財界50位的東振集團打入前10位。他選擇的辦法就是讓東振集團大型化。他以奪人的領袖氣質控制周圍的人們，是個很有風度的年輕紳士。他曾在美國學習，並研習經營實際業務，然後學成歸國。回國後，他對尹世羅一見鍾情。他一旦下了決心就不擇手段，非要爭取到手不可。因此與金賢民開始展開命中註定的角逐。
- 崔汝珍 飾演 張泰熙

張會長的大女兒，泰星的妹妹。
對得到繼承人的位置野心勃勃。所以選擇了戰略婚姻，結婚6個月後就對毫無野心的丈夫感到失望，從而離婚。雖然是東振集團老闆的女兒，但心懷成為繼承人的野心。主動與父親如影隨形，充當家中的女主人，在公司裡成為實權人物，擁有鐵腕和強權。為了牽制哥哥泰星，她對造船領域傾注全部精力。在這一過程中感受到金玄民身上的人性美。看到深藏在內心的對於船舶的熱情和雄心就感到全身顫栗。
- 秋相微 飾演 洪敏藝

充滿謎團的女人。
美貌出眾，非常性感，具備貴婦人的風采和品位。運營5千億以上現金的地下金融界巨頭。在政界、財界和法律界結交廣泛，構築了牢固的關係網。經營一家證券投資公司，還收購經營不善的企業，重整後加價出售。

### 其他人物
- 鄭漢溶 飾演 張忠翰
- 李甫姬 飾演 河信愛
- 朴貞洙 飾演 李順花
- 柳芝恩 飾演 張泰翎

## 外部連結
- 韓國MBC （页面存档备份，存于）

| MBC 週末特別計劃劇                          | MBC 週末特別計劃劇                            | MBC 週末特別計劃劇 |
| ------------------------------------------- | --------------------------------------------- | ------------------ |
|                                             | 我的女人 （2008年7月26日 - 2008年11月8日）    |                    |
| 甜蜜的人生 （2008年5月3日 - 2008年7月20日） | 2009外人球團 （2009年5月2日 - 2009年6月21日） |                    |